# 羟丙甲纤维素
羟丙甲纤维素，全名羟丙基甲基纤维素（缩写 HPMC），是属于非离子型纤维素混合醚的化合物，它是一種半合成的、不活躍的、黏彈性的聚合物，常於眼科学用作潤滑剂，又或在口服藥物中充當輔料或賦型劑，常見於各種不同種類的商品。化学式为：[C6H7O2(OH)3-x-y(O(CH2)3OH)x(OCH3)y]n可简化表示为：[C6H7O2(O(CH2)3OH)2(OCH3)]n
作為食品添加劑，羥丙甲纖維素可擔當以下角色：乳化劑、增稠劑、懸浮劑及動物明膠的替代品。它的《食品法典》代碼(E编码)是E464。

## 化學性質
羟丙基甲基纤维素成品呈白色粉末状或白色疏松纤维状的固體，粒度通过80目筛。成品的甲氧基含量和羟丙基含量的比例不同、黏度不同，就成为在性能上有差别的各种品种。它具有和甲基纤维素类似的冷水溶解和热水不溶的特性，而且在有机溶剂中的溶解度超过水溶性，能溶于无水甲醇和乙醇中，也能溶于氯代烃类如二氯甲烷、三氯乙烷以及丙酮、异丙醇和双丙酮醇等有机溶剂中。溶在水中時，會跟水分子結合成為膠體。它对酸、碱稳定，在 pH＝2～12 范围内不受影响。羟丙甲纤维素雖然無毒性，但可燃，而且與氧化劑會產生劇烈的化學反應。
HPMC产品的黏度随浓度增加和分子量增大而增高，而且温度升高时，其黏度开始下降，到一定温度时，黏度突然上升而发生凝胶化，低黏度产品的凝胶温度比高黏度产品的高。它的水溶液在室温下是稳定的，除可为酶降解外，一般黏度无降解现象。它具有特殊的热凝胶化性质，良好的成膜性能及表面活性。

## 制取
纤维素用碱处理后，羟基去质子化生成的烷氧负离子可对环氧丙烷进行加成，生成羟丙基纤维素醚；也可以与氯甲烷缩合，生成甲基纤维素醚。两种反应同时进行时便会产生羟丙基甲基纤维素。

## 用途
羟丙基甲基纤维素的用途与其他纤维素醚类相仿，主要在各领域用作分散剂、悬浮剂、增稠剂、乳化剂、稳定剂和胶粘剂等。它在溶解性、分散性、透明度和抗酶性等方面，优于其他纤维素醚类。
食品和药物工业中，用作添加剂，由于具有粘接性、成膜性、在液体中有增稠和分散以及防油脂渗透和保持水分等作用，因此用作胶粘剂、增稠剂、分散剂、缓解剂、稳定剂和乳化剂。它没有毒性，无营养价值，也不会代谢变化。
此外HPMC在合成树脂聚合反应、石油化工、陶瓷、造纸、皮革、化妆品、涂料、建筑材料和光敏印刷版等方面都有应用。

## 外部連結
- 人造淚水[永久]